# Едіт Толкін
Едіт Мері Толкін (англ. Edith Mary Tolkien; 21 січня, 1889 — 29 листопада, 1971) — дружина англійського письменника, філолога та професора Джона Толкіна. Вона стала прообразом однієї з персонажок книг Толкіна про Середзем'я — Лутієн.

## Біографія

### Дитинство
Едіт Бретт (її дошлюбне прізвище) народилася в Глостері 21 січня 1889 року. Її матері, Френсіс Бретт, було 30 років, вона була неодруженою дочкою чоботаря. Згідно з Гамфрі Карпентером, Френсіс Бретт ніколи не була одружена, а ім'я батька Едіт навіть не було вказано в її свідоцтві про народження. Не зважаючи на це, Френсіс завжди зберігала його фотографію, і його ім'я було відоме в їхній родині. Однак Едіт ніколи не казала своїм дітям ім'я їхнього дідуся. Подальше дослідження встановило, що батьком Едіт був бірмінгемський торговець папером Альфред Фредерік Воррілоу, який раніше найняв Френсіс Бретт гувернанткою своєї доньки Неллі.
Едіт виховувалася в Хендсворті, передмісті Бірмінгема, мамою та кузеною Дженні Гров (родичка Джорджа Грова). За словами Гамфрі Карпентера, обставини народження Едіт часто ставали предметом пліток по сусідству.
Френсіс Бретт померла коли Едіт було 14 років і Едіт була відправлена в школу-інтернат в Івшемі. Хоча в школі був дуже суворий режим, Едіт завжди згадувала школу з теплотою, саме в цій школі Едіт розвинула талант та велику любов до грання на фортепіано. Очікувалося, що після закінчення школи Едіт стане піаністкою або принаймні вчителем фортепіано. Поки вона роздумувала над цим Стівен Гейтлі, її опікун, знайшов їй кімнату в пансіоні місіс Фолкнер в будинку № 37 на Дачес Роуд.

### Знайомство та початок стосунків з Толкіном
Пансіон місіс Фолкнер був похмурим, укритий ліанами будинок, завішаний брудними мереживними шторами. Місіс Фолкнер була католичкою та активним членом парафії, зв'язаної з Бірмінгемським Ораторієм. Місіс Фолкнер організовувала музичні вечори, на які часто приходили священики Бірмінгемського Ораторія, вона була дуже задоволена тим, що Едіт вміє добре грати на фортепіано. Однак, кожного разу коли Едіт хотіла попрактикуватися грати Місіс Фолкнер заходила в кімнату та казала «Тепер, дорога Едіт, наразі досить!»
Пізніше Едіт розповідала своїм дітям, що її життя на Дачес Роуд, 37, було «досить обмежене». Одного разу Едіт, яка все життя захоплювалася театром, сказала, що збирається піти у Королівський театр. У відповідь місіс Фолкнер сказала їй, що «вона повинна взяти книгу, щоб почитати в перерві, щоб уникнути ризику, що з нею заговорять незнайомці!»
Едіт познайомилася з Толкіном в 1908 році, коли Джон разом з молодшим братом Гіларі переїхали на Дачес Роуд, 37, до їхнього опікуна Френсіса Ксав'єра Моргана з Бірмінгемського Ораторія. На той час Толкіну було 16 років, а Едіт — 19. Згідно з Гамфрі Карпентером:
|  | Едіт і Рональд почали часто відвідувати бірмінгемські магазини чаю, особливо той, який мав балкон, що виходив на тротуар. Там вони сиділи і кидали цукор в капелюхи перехожих, переходивши до сусіднього столика, коли цукорниця ставала порожньою. ...З двома людьми зі своїми характерами та в їхньому становищі роман мав процвітати. Обидва були сиротами, які потребували ласки, і вони виявили, що можуть дати її одне одному. Влітку 1909 року вони вирішили, що закохані. |

Однак до кінця року про стосунки стало відомо опікуну Толкіна. Думаючи, що Едіт буде відволікати Толкіна від шкільних занять і через занепокоєння її англіканським віросповідання, він заборонив будь-які контакти між ними, доки Толкін не стане повнолітнім у 21 рік. Доки тривала опіка отця Моргана Толкін неохоче дотримувався цього наказу. Законний опікун Едіт, соліситор Стівен Гейтлі, організував її переїзд до Челтнема, щоб вона жила з другом сім'ї і його дружиною.
В Челтнемі Едіт жила у відносному комфорті у просторому будинку і її обслуговували слуги. На відміну від будинку місіс Фолкнер, тут вона могла грати досхочу на фортепіано. Едіт також грала на органі у своїй місцевій парафії англіканської церкви, пізніше вона звинувачувала це у своїх подальших проблемах зі спиною. Вона також відвідувала місцеві збори Консервативної партії. Однак, окрім місцевого вікарія, Джессопи приймали небагато відвідувачів і окрім її шкільної подруги Моллі Філд, Едіт відчувала недостачу в спілкуванні з людьми свого віку. Попри те, що Едіт ніжно називала Джессопів «дядько Джессоп» і «тітка Джессоп», Едіт пізніше розказувала своїм дітям, що «дядько Джессоп» домінував над своєю дружиною, яка, своєю чергою, благала Едіт не перечити йому. Едіт сказала, що вона часто відпрацьовувала свої розчарування на фортепіано, граючи щось сильне та хвилююче, наприклад, Експромти Шуберта або сонату Бетховена, також вона проводила години, ретельно копіюючи музику і досі зберігся один або два її альбоми, які демонструють її смак у діапазоні від класичної музики до більш легких балад того часу.
Однак увечері свого двадцять першого дня народження Толкін написав листа Едіт, в якому зізнавався в коханні та просив її вийти за нього заміж. Вона відповіла, що нещодавно заручилася з братом своєї подруги Моллі, але сказала, що зробила це лише тому, що вважала, що Толкін забув про неї. За тиждень Толкін вирушив до Челтнема, де Едіт зустріла його на залізничній станції. Того ж дня Едіт повернула свій перстень і оголосила про заручини з Толкієном.

### Одруження
За словами їх дітей — Джона та Прісцилли, «їх опікуни не були в захваті, хоча отець Френсіс зрештою дав своє благословення». Також після заручин Едіт оголосила, що за наполяганням Толкіна переходить у католицизм. Оскільки її «дядько Джессоп», як і багато хто з його віку та класу, був рішуче антикатолицьким, Едіт, яка боялася його вибухового характеру, спочатку опиралася вимогам свого нареченого. І справді, коли Джессоп дізнався про рішення Едіт, він був настільки ж розлючений, як вона боялася, і миттєво вигнав її з дому. За словами Джона та Прісцилли, "вона знайшла орендований будинок зі своєю двоюрідною сестрою Дженні Гроув і її собакою Семом у Ворику. Під час навчання у Ворику Едіт також дуже раділа власному піаніно, на якому вона продовжувала грати, поки артрит не змусив її перестати. Толкіни одружилися в католицькій церкві Непорочної Діви Марії на Вест-стріт у Ворику 22 березня 1916 року, а в липні 2018 року на пам'ять про це було відкрито меморіальну дошку. Свій тижневий медовий місяць вони провели в Клеведоні, що в Північному Сомерсеті, він включав в себе відвідування печер Чеддер.
Невдовзі після весілля Толкін розпочав навчання в школі зв'язку британської армії в Отлі, і, щоб бути якомога ближче до його військового табору, Едіт переїхала зі своєю двоюрідною сестрою у котедж у селі Грейт-Гейвуд, де вона жила з квітня 1916 р. до лютого 1917 р. Через те, що їхнє весілля відбулося під час Великого посту, була звершена лише Служба вінчання, а не Весільна Меса; пара отримала шлюбне благословення в римо-католицькій церкві Святого Івана Хрестителя в Грейт-Гейвуді. У листі 1941 року до їхнього сина Майкла Толкін висловив захоплення готовністю його дружини вийти заміж за людину без роботи, з малою кількістю грошей і без перспектив, окрім ймовірності бути вбитим під час Великої війни.

### Перша світова війна
Згодом Толкіна було призначено другим лейтенантом до Ланкаширських стрільців, перевівши його до 11-го (службового) батальйону, 25-ї частини дивізії Британських експедиційного корпуса. Він прибув до Франції 4 червня 1916 року, пізніше він писав:
|  | Молодших офіцерів вбивали по десяток на хвилину. Розставання з дружиною тоді... це було як смерть. |

Служба Толкіна під час битви на Соммі була для Едіт жахливим стресом. За словами її дітей Джона та Прісцилли, як і тисячі інших, наша мати дуже жадала повідомлень, які надсилав Рональд. Наші батьки розробили приватний код із крапок, Едіт тримала на стіні велику карту Франції, і могла досить добре оцінити, де був Рональд у будь-який час. Протягом цього періоду вона несла додатковий тягар, будучи найближчою родичкою Гіларі: він отримав кілька легких осколкових поранень, коли служив рядовим у Королівському Ворикширському полку, допомагаючи перевозити припаси через сумнозвісний хребет Пашендейл. Кожного разу, коли його ранили, Едіт отримувала телеграму

#### Після повернення Джона додому
Після повернення Толкіна з Франції народилася їх перша дитина, Джон Френсіс Руел (16 листопада 1917 — 22 січня 2003). Поки Толкін перебував у Галлі, Едіт і він пішли гуляти лісом у сусідньому Русі, і вона почала танцювати для нього на галявині серед квітучого болиголова. Цей випадок надихнув на сюжет про зустріч Берена та Лутіен, а звідси й на Пісню Берена та Лутіен.
Після Першої світової війни Толкіни мали ще 3 дітей: Майкла (1920—1984), Крістофера(1924—2020) та Прісциллу(1929—2022).

### Подальше життя

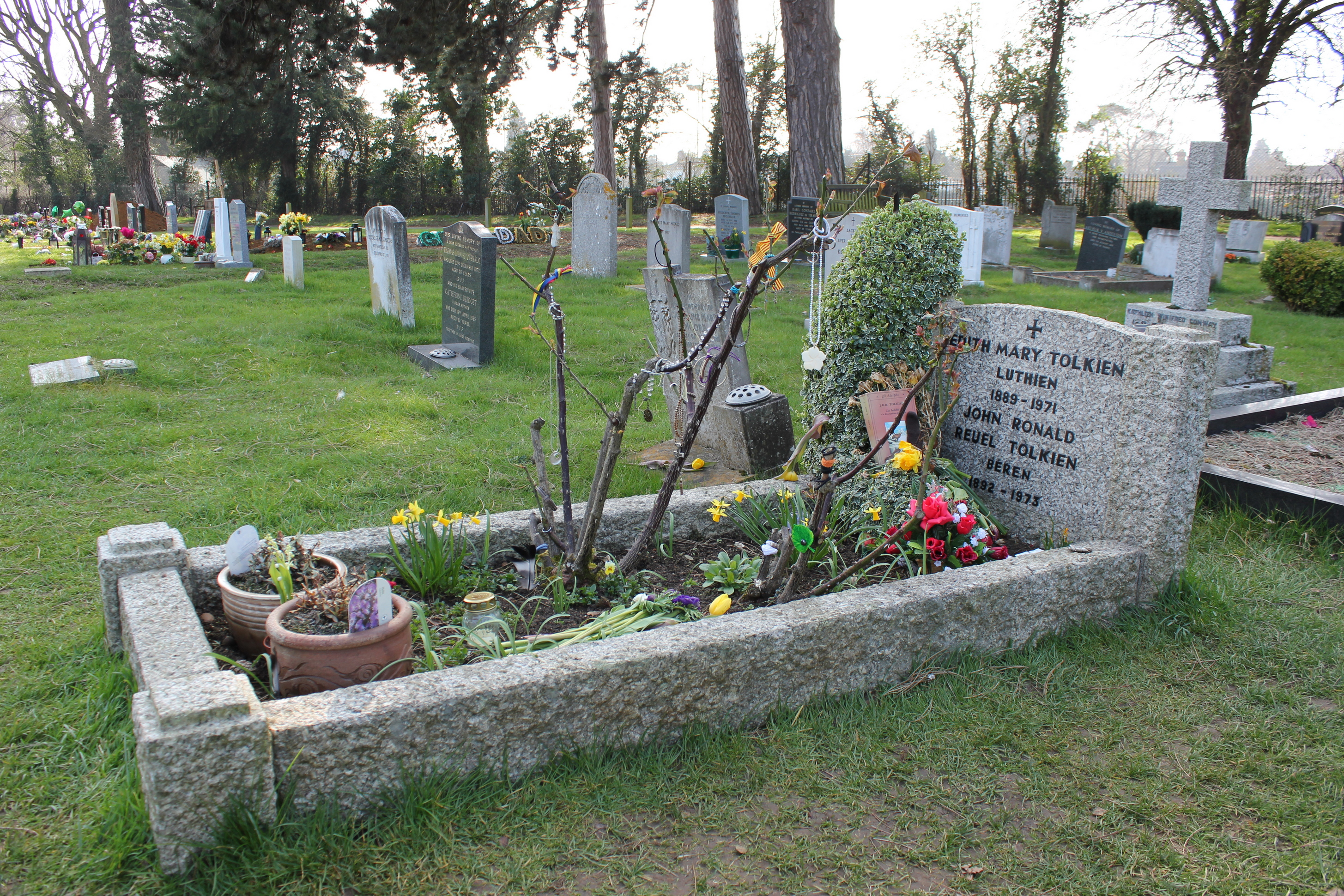
Могила Толкінів

Професійна кар'єра Толкіна в університетах Лідса та Оксфорда призвела до переїзду родини в ці міста. За словами Гамфрі Карпентера, Едіт не була інтелектуалом і їй було важко знаходитися в оточенні колег чоловіка та їхніх сімей. Оскільки в неї часто не було з ким поспілкуватися, окрім дітей і слуг, самотність Едіт часто проявлялася як авторитаризм. Ще одним наслідком її самотності були її заздрість і образа на близьку дружбу Толкіна з К. С. Льюїсом, якого вона вважала зазіханням на її родину.
Гамфрі Карпентер писав:
|  | Ті друзі, які знали Рональда та Едіт Толкін протягом багатьох років, ніколи не сумнівалися, що між ними була глибока прихильність. Це було видно в дрібницях, у майже абсурдному ступені, в якому кожен хвилювався про здоров’я іншого, і в тій дбайливості, з якою вони вибирали та загортали одне одному подарунки на день народження; та у великих питаннях — те, як Рональд добровільно залишив таку значну частину свого життя на пенсії, щоб віддати Едіт останні роки в Борнмуті, які, на його думку, вона заслуговувала, і ступінь, у якому вона виявляла гордість за його славу як письменника. Головним джерелом щастя для них була спільна любов до родини. Це пов’язувало їх до кінця життя і було чи не найсильнішою силою в шлюбі. Вони із задоволенням обговорювали та обмірковували кожну дрібницю життя своїх дітей, а згодом і онуків. |

### Смерть
Едіт померла 29 листопада 1971 року в Борнмуті у віці 82 років і була похована на кладовищі Волверкот, Оксфорд. Джон Толкін Був похований разом з нею, коли помер через 21 місяць після неї.

## У культурі
У біографічній драмі «Толкін» роль Едіт зіграла Лілі Коллінз.